# Département d'Argentine
 (avril 2025).
Si vous disposez d'ouvrages ou d'articles de référence ou si vous connaissez des sites web de qualité traitant du thème abordé ici, merci de compléter l'article en donnant les références utiles à sa vérifiabilité et en les liant à la section « Notes et références ».

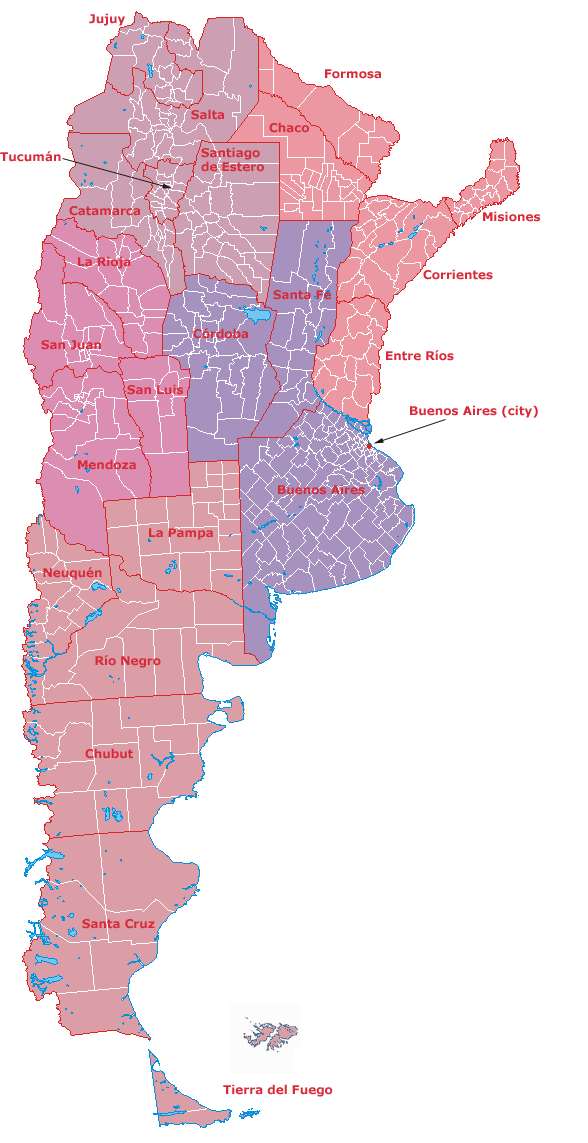
Carte de l'Argentine et de ses districts

Le département (en espagnol, departamento) est le second niveau de division administrative des provinces argentines. Le pays compte 376 départements, incluant les départements de l'Antarctique argentine et des îles de l'Atlantique Sud.
À ce nombre, il faut ajouter les 134 partidos, qui sont l'équivalent des départements dans la province de Buenos Aires.

## Liste des départements argentins[1]
| Département                                             | Capitale                               | Province                                              |
| Adolfo Alsina (partido)                                 | Carhué                                 | Buenos Aires                                          |
| Département d'Adolfo Alsina                             | Viedma                                 | Río Negro                                             |
| Adolfo Gonzales Chaves (partido)                        | Adolfo Gonzales Chaves                 | Buenos Aires                                          |
| Département d'Aguirre                                   | Pinto                                  | Santiago del Estero                                   |
| Département d'Albardón                                  | Villa General San Martín               | San Juan                                              |
| Département d'Alberdi                                   | Campo Gallo                            | Santiago del Estero                                   |
| Alberti (partido)                                       | Alberti                                | Buenos Aires                                          |
| Almirante Brown (partido)                               | Adrogué                                | Buenos Aires                                          |
| Département d'Almirante Brown                           | Pampa del Infierno                     | Chaco                                                 |
| Département d'Aluminé                                   | Aluminé                                | Neuquén                                               |
| Département d'Ambato                                    | La Puerta                              | Catamarca                                             |
| Département d'Ancasti                                   | Ancasti                                | Catamarca                                             |
| Département d'Andalgalá                                 | Andalgalá                              | Catamarca                                             |
| Département d'Angaco                                    | El Salvador                            | San Juan                                              |
| Département d'Anta                                      | Joaquín Víctor González                | Salta                                                 |
| Antártida Argentina                                     | -                                      | Terre de Feu, Antarctique et Îles de l'Atlantique Sud |
| Département d'Antofagasta de la Sierra                  | Antofagasta de la Sierra               | Catamarca                                             |
| Département d'Añelo                                     | Añelo                                  | Neuquén                                               |
| Département d'Apóstoles                                 | Apóstoles                              | Misiones                                              |
| Département d'Arauco                                    | Aimogasta                              | La Rioja                                              |
| Arrecifes (partido)                                     | Arrecifes                              | Buenos Aires                                          |
| Département d'Atamisqui                                 | Villa Atamisqui                        | Santiago del Estero                                   |
| Département d'Atreucó                                   | Macachín                               | La Pampa                                              |
| Avellaneda (partido)                                    | Avellaneda                             | Buenos Aires                                          |
| Département d'Avellaneda (Río Negro)                    | Choele Choel                           | Río Negro                                             |
| Département d'Avellaneda (Santiago del Estero)          | Herrera                                | Santiago del Estero                                   |
| Ayacucho (partido)                                      | Ayacucho                               | Buenos Aires                                          |
| Département d'Ayacucho                                  | San Francisco del Monte de Oro         | San Luis                                              |
| Azul (partido)                                          | Azul                                   | Buenos Aires                                          |
| Bahia Blanca (partido)                                  | Bahía Blanca                           | Buenos Aires                                          |
| Balcarce (partido)                                      | Balcarce                               | Buenos Aires                                          |
| Département de Banda                                    | La Banda                               | Santiago del Estero                                   |
| Baradero (partido)                                      | Baradero                               | Buenos Aires                                          |
| Département de Bariloche                                | San Carlos de Bariloche                | Río Negro                                             |
| Département de Belén                                    | Belén                                  | Catamarca                                             |
| Département de Belgrano (San Luis)                      | Villa General Roca                     | San Luis                                              |
| Département de Belgrano (Santa Fe)                      | Las Rosas                              | Santa Fe                                              |
| Département de Belgrano (Santiago del Estero)           | Bandera                                | Santiago del Estero                                   |
| Département de Bella Vista                              | Bella Vista                            | Corrientes                                            |
| Benito Juárez (partido)                                 | Benito Juárez                          | Buenos Aires                                          |
| Berazategui (partido)                                   | Berazategui                            | Buenos Aires                                          |
| Département de Bermejo (Chaco)                          | La Leonesa                             | Chaco                                                 |
| Département de Bermejo (Formosa)                        | Laguna Yema                            | Formosa                                               |
| Département de Berón de Astrada                         | Berón de Astrada                       | Corrientes                                            |
| Berisso (partido)                                       | Berisso                                | Buenos Aires                                          |
| Département de Biedma                                   | Puerto Madryn                          | Chubut                                                |
| Bolívar (partido)                                       | San Carlos de Bolívar                  | Buenos Aires                                          |
| Bragado (partido)                                       | Bragado                                | Buenos Aires                                          |
| Brandsen (partido)                                      | Coronel Brandsen                       | Buenos Aires                                          |
| Département de Burruyacú                                | Burruyacú                              | Tucumán                                               |
| Département de Cachi                                    | Cachi                                  | Salta                                                 |
| Département de Cafayate                                 | Cafayate                               | Salta                                                 |
| Département de Cainguás                                 | Campo Grande                           | Misiones                                              |
| Département de Calamuchita                              | San Agustín                            | Córdoba                                               |
| Département de Caleu Caleu                              | La Adela                               | La Pampa                                              |
| Département de Calingasta                               | Tamberías                              | San Juan                                              |
| Campana (partido)                                       | Campana                                | Buenos Aires                                          |
| Département de Candelaria                               | Santa Ana                              | Misiones                                              |
| Cañuelas (partido)                                      | Cañuelas                               | Buenos Aires                                          |
| Département de Capayán                                  | Huillapima                             | Catamarca                                             |
| Département Capital (Catamarca)                         | San Fernando del Valle de Catamarca    | Catamarca                                             |
| Département Capital (Córdoba)                           | Córdoba                                | Córdoba                                               |
| Département Capital (Corrientes)                        | Corrientes                             | Corrientes                                            |
| Département Capital (La Pampa)                          | Santa Rosa                             | La Pampa                                              |
| Département Capital (La Rioja)                          | La Rioja                               | La Rioja                                              |
| Département Capital (Mendoza)                           | Mendoza                                | Mendoza                                               |
| Département Capital (Misiones)                          | Posadas                                | Misiones                                              |
| Département Capital (Salta)                             | Salta                                  | Salta                                                 |
| Département Capital (San Juan)                          | San Juan                               | San Juan                                              |
| Département Capital (Santiago del Estero)               | Santiago del Estero                    | Santiago del Estero                                   |
| Département Capital (Tucumán)                           | San Miguel de Tucumán                  | Tucumán                                               |
| Capitán Sarmiento (partido)                             | Capitán Sarmiento                      | Buenos Aires                                          |
| Carlos Casares (partido)                                | Carlos Casares                         | Buenos Aires                                          |
| Carlos Tejedor (partido)                                | Carlos Tejedor                         | Buenos Aires                                          |
| Carmen de Areco (partido)                               | Carmen de Areco                        | Buenos Aires                                          |
| Département de Caseros                                  | Casilda                                | Santa Fe                                              |
| Département de Castellanos                              | Rafaela                                | Santa Fe                                              |
| Castelli (partido)                                      | Castelli                               | Buenos Aires                                          |
| Département de Castro Barros                            | Aminga                                 | La Rioja                                              |
| Département de Catán Lil                                | Las Coloradas                          | Neuquén                                               |
| Département de Catriló                                  | Catriló                                | La Pampa                                              |
| Département de Caucete                                  | Caucete                                | San Juan                                              |
| Département de Cerrillos                                | Cerrillos                              | Salta                                                 |
| Chacabuco (partido)                                     | Chacabuco                              | Buenos Aires                                          |
| Département de Chacabuco (Chaco)                        | Charata                                | Chaco                                                 |
| Département de Chacabuco (San Luis)                     | Concarán                               | San Luis                                              |
| Département de Chalileo                                 | Santa Isabel                           | La Pampa                                              |
| Département de Chamical                                 | Chilecito                              | La Rioja                                              |
| Département de Chapaleufú                               | Intendente Alvear                      | La Pampa                                              |
| Chascomús (partido)                                     | Chascomús                              | Buenos Aires                                          |
| Département de Chical Co                                | Algarrobo del Águila                   | La Pampa                                              |
| Département de Chicligasta                              | Concepción                             | Tucumán                                               |
| Département de Chicoana                                 | Chicoana                               | Salta                                                 |
| Département de Chimbas                                  | Chimbas                                | San Juan                                              |
| Chivilcoy (partido)                                     | Chivilcoy                              | Buenos Aires                                          |
| Département de Chos Malal                               | Chos Malal                             | Neuquén                                               |
| Département de Choya                                    | Frías                                  | Santiago del Estero                                   |
| Département de Cochinoca                                | Abra Pampa                             | Jujuy                                                 |
| Département de Collón Curá                              | Piedra del Águila                      | Neuquén                                               |
| Colón (partido)                                         | Colón                                  | Buenos Aires                                          |
| Département de Colón (Córdoba)                          | Jesús María                            | Córdoba                                               |
| Département de Colón (Entre Ríos)                       | Colón                                  | Entre Ríos                                            |
| Département de Comandante Fernández                     | Presidente Roque Saénz Peña            | Chaco                                                 |
| Département de Concepción (Corrientes)                  | Concepción                             | Corrientes                                            |
| Département de Concepción (Misiones)                    | Concepción de la Sierra                | Misiones                                              |
| Département de Concordia                                | Concordia                              | Entre Ríos                                            |
| Département de Conesa                                   | General Conesa                         | Río Negro                                             |
| Département de Confluencia                              | Neuquén                                | Neuquén                                               |
| Département de Conhelo                                  | Eduardo Castex                         | La Pampa                                              |
| Département de Constitución                             | Villa Constitución                     | Santa Fe                                              |
| Département de Copo                                     | Monte Quemado                          | Santiago del Estero                                   |
| Coronel Dorrego (partido)                               | Coronel Dorrego                        | Buenos Aires                                          |
| Département de Coronel Felipe Varela                    | Villa Unión                            | La Rioja                                              |
| Coronel Rosales (partido)                               | Punta Alta                             | Buenos Aires                                          |
| Coronel Pringles (partido)                              | Coronel Pringles                       | Buenos Aires                                          |
| Département de Coronel Pringles                         | La Toma                                | San Luis                                              |
| Coronel Suárez (partido)                                | Coronel Suárez                         | Buenos Aires                                          |
| Département de Corpen Aike                              | Puerto Santa Cruz                      | Santa Cruz                                            |
| Département de Cruz Alta                                | Banda del Río Salí                     | Tucumán                                               |
| Département de Cruz del Eje                             | Cruz del Eje                           | Córdoba                                               |
| Département de Curacó                                   | Puelches                               | La Pampa                                              |
| Département de Curuzú Cuatiá                            | Curuzú Cuatiá                          | Corrientes                                            |
| Département de Cushamen                                 | Cushamen                               | Chubut                                                |
| Daireaux (partido)                                      | Daireaux                               | Buenos Aires                                          |
| Département de Deseado                                  | Puerto Deseado                         | Santa Cruz                                            |
| Département de Diamante                                 | Diamante                               | Entre Ríos                                            |
| Département de Doce de Octubre                          | General Pinedo                         | Chaco                                                 |
| Département de Doctor Manuel Belgrano                   | San Salvador de Jujuy                  | Jujuy                                                 |
| Département de Dos de Abril                             | Hermoso Campo                          | Chaco                                                 |
| Dolores (partido)                                       | Dolores                                | Buenos Aires                                          |
| Département d'El Alto                                   | El Alto                                | Catamarca                                             |
| Département d'El Carmen                                 | El Carmen                              | Jujuy                                                 |
| Département d'El Cuy                                    | El Cuy                                 | Río Negro                                             |
| Département d'Eldorado                                  | Eldorado                               | Misiones                                              |
| Département d'Empedrado                                 | Empedrado                              | Corrientes                                            |
| Ensenada (partido)                                      | Ensenada                               | Buenos Aires                                          |
| Département d'Escalante                                 | Comodoro Rivadavia                     | Chubut                                                |
| Escobar (partido)                                       | Belén de Escobar                       | Buenos Aires                                          |
| Département d'Esquina                                   | Esquina                                | Corrientes                                            |
| Esteban Echeverría (partido)                            | Monte Grande                           | Buenos Aires                                          |
| Exaltación de la Cruz (partido)                         | Capilla del Señor                      | Buenos Aires                                          |
| Ezeiza (partido)                                        | Ezeiza                                 | Buenos Aires                                          |
| Département de Famaillá                                 | Famaillá                               | Tucumán                                               |
| Département de Famatina                                 | Famatina                               | La Rioja                                              |
| Département de Federación                               | Federación                             | Entre Ríos                                            |
| Département de Federal                                  | Federal                                | Entre Ríos                                            |
| Département de Feliciano                                | San José de Feliciano                  | Entre Ríos                                            |
| Département de Figueroa                                 | La Cañada                              | Santiago del Estero                                   |
| Florencio Varela (partido)                              | Florencio Varela                       | Buenos Aires                                          |
| Florentino Ameghino (partido)                           | Ameghino                               | Buenos Aires                                          |
| Département de Florentino Ameghino                      | Camarones                              | Chubut                                                |
| Département de Formosa                                  | Formosa                                | Formosa                                               |
| Département de Fray Justo Santa María de Oro            | Santa Sylvina                          | Chaco                                                 |
| Département de Fray Mamerto Esquiú                      | Fray Mamerto Esquiú                    | Catamarca                                             |
| Département de Futaleufú                                | Esquel                                 | Chubut                                                |
| Département de Gaiman                                   | Gaiman                                 | Chubut                                                |
| Département de Garay                                    | Helvecia                               | Santa Fe                                              |
| Département de Gastre                                   | Gastre                                 | Chubut                                                |
| General Alvarado                                        | Miramar                                | Buenos Aires                                          |
| General Alvear (partido)                                | General Alvear                         | Buenos Aires                                          |
| Département de General Alvear (Corrientes)              | General Alvear                         | Corrientes                                            |
| Département de General Alvear (Mendoza)                 | General Alvear                         | Mendoza                                               |
| Département de General Ángel V. Peñaloza                | Tama                                   | La Rioja                                              |
| General Arenales (partido)                              | General Arenales                       | Buenos Aires                                          |
| General Belgrano (partido)                              | General Belgrano                       | Buenos Aires                                          |
| Département de General Belgrano (Chaco)                 | Corzuela                               | Chaco                                                 |
| Département de General Belgrano (La Rioja)              | Olta                                   | La Rioja                                              |
| Département de General Donovan                          | Makallé                                | Chaco                                                 |
| Département de General Güemes (Chaco)                   | Juan José Castelli                     | Chaco                                                 |
| Département de General Güemes (Salta)                   | General Güemes                         | Salta                                                 |
| General Guido (partido)                                 | General Guido                          | Buenos Aires                                          |
| Département de General José de San Martín               | Tartagal                               | Salta                                                 |
| Département de General Juan Facundo Quiroga             | Malanzán                               | La Rioja                                              |
| General Lamadrid (partido)                              | General Lamadrid                       | Buenos Aires                                          |
| Département de General Lamadrid                         | Villa Castelli                         | La Rioja                                              |
| General Las Heras (partido)                             | General Las Heras                      | Buenos Aires                                          |
| General Lavalle (partido)                               | General Lavalle                        | Buenos Aires                                          |
| Département de General López                            | Melincué                               | Santa Fe                                              |
| General Madariaga (partido)                             | General Juan Madariaga                 | Buenos Aires                                          |
| Département de General Manuel Belgrano                  | Bernardo de Irigoyen                   | Misiones                                              |
| Département de General Obligado                         | Reconquista                            | Santa Fe                                              |
| Département de General Ocampo                           | Villa Santa Rita de Catuna             | La Rioja                                              |
| General Paz (partido)                                   | Ranchos                                | Buenos Aires                                          |
| Département de General Paz                              | Nuestra Señora del Rosario de Caá Catí | Corrientes                                            |
| Département de General Pedernera                        | Villa Mercedes                         | San Luis                                              |
| General Pueyrredón (partido)                            | Mar del Plata                          | Buenos Aires                                          |
| Département de General Roca (Córdoba)                   | Villa Huidobro                         | Córdoba                                               |
| Département de General Roca (Río Negro)                 | General Roca                           | Río Negro                                             |
| General Rodríguez (partido)                             | General Rodríguez                      | Buenos Aires                                          |
| General San Martín (partido)                            | San Martín                             | Buenos Aires                                          |
| Département de General San Martín (Córdoba)             | Villa María                            | Córdoba                                               |
| Département de General San Martín (La Rioja)            | Ulapes                                 | La Rioja                                              |
| Département de General Taboada                          | Añatuya                                | Santiago del Estero                                   |
| General Viamonte (partido)                              | General Viamonte                       | Buenos Aires                                          |
| General Villegas (partido)                              | General Villegas                       | Buenos Aires                                          |
| Département de Gobernador Dupuy                         | Buena Esperanza                        | San Luis                                              |
| Département de Godoy Cruz                               | Godoy Cruz                             | Mendoza                                               |
| Département de Goya                                     | Goya                                   | Corrientes                                            |
| Département de Graneros                                 | Graneros                               | Tucumán                                               |
| Département de Guachipas                                | Guachipas                              | Salta                                                 |
| Département de Gualeguay                                | Gualeguay                              | Entre Ríos                                            |
| Département de Gualeguaychú                             | Gualeguaychú                           | Entre Ríos                                            |
| Guaminí (partido)                                       | Guaminí                                | Buenos Aires                                          |
| Département de Guaraní                                  | El Soberbio                            | Misiones                                              |
| Département de Guasayán                                 | San Pedro de Guasayán                  | Santiago del Estero                                   |
| Département de Guatraché                                | Guatraché                              | La Pampa                                              |
| Département de Guaymallén                               | Villa Nueva                            | Mendoza                                               |
| Département de Güer Aike                                | Río Gallegos                           | Santa Cruz                                            |
| Hipólito Yrigoyen (partido)                             | Henderson                              | Buenos Aires                                          |
| Département de Hucal                                    | Bernasconi                             | La Pampa                                              |
| Département de Huilliches                               | San Martín de los Andes                | Neuquén                                               |
| Département de Humahuaca                                | Humahuaca                              | Jujuy                                                 |
| Hurlingham (partido)                                    | Hurlingham                             | Buenos Aires                                          |
| Département d'Iglesia                                   | Rodeo                                  | San Juan                                              |
| Département d'Iguazú                                    | Puerto Esperanza                       | Misiones                                              |
| Département d'Independencia (Chaco)                     | Campo Largo                            | Chaco                                                 |
| Département d'Independencia (La Rioja)                  | Patquía                                | La Rioja                                              |
| Département d'Iriondo                                   | Cañada de Gómez                        | Santa Fe                                              |
| Département d'Iruya                                     | Iruya                                  | Salta                                                 |
| Département d'Ischilín                                  | Deán Funes                             | Córdoba                                               |
| Département d'Islas del Atlántico Sur                   | -                                      | Terre de Feu, Antarctique et Îles de l'Atlantique Sud |
| Département d'Islas del Ibicuy                          | Villa Paranacito                       | Entre Ríos                                            |
| Département d'Itatí                                     | Itatí                                  | Corrientes                                            |
| Ituzaingó (partido)                                     | Ituzaingó                              | Buenos Aires                                          |
| Département d'Ituzaingó                                 | Ituzaingó                              | Corrientes                                            |
| Département de Jáchal                                   | San José de Jáchal                     | San Juan                                              |
| Département de Jiménez                                  | Pozo Hondo                             | Santiago del Estero                                   |
| José C. Paz (partido)                                   | José C. Paz                            | Buenos Aires                                          |
| Département de Juan Bautista Alberdi                    | Juan Bautista Alberdi                  | Tucumán                                               |
| Département de Juan F. Ibarra                           | Suncho Corral                          | Santiago del Estero                                   |
| Département de Juárez Celman                            | La Carlota                             | Córdoba                                               |
| Junín (partido)                                         | Junín                                  | Buenos Aires                                          |
| Département de Junín (Mendoza)                          | Junín                                  | Mendoza                                               |
| Département de Junín (San Luis)                         | Santa Rosa de Conlara                  | San Luis                                              |
| Département de La Caldera                               | La Caldera                             | Salta                                                 |
| Département de La Candelaria                            | La Candelaria                          | Salta                                                 |
| Département de La Capital (San Luis)                    | San Luis                               | San Luis                                              |
| Département de La Capital (Santa Fe)                    | Santa Fe                               | Santa Fe                                              |
| Département de La Cocha                                 | La Cocha                               | Tucumán                                               |
| La Costa                                                | Mar del Tuyú                           | Buenos Aires                                          |
| La Matanza (partido)                                    | San Justo                              | Buenos Aires                                          |
| Département de La Paz (Catamarca)                       | San Antonio                            | Catamarca                                             |
| Département de La Paz (Entre Ríos)                      | La Paz                                 | Entre Ríos                                            |
| Département de La Paz (Mendoza)                         | La Paz                                 | Mendoza                                               |
| La Plata (partido)                                      | La Plata                               | Buenos Aires                                          |
| Département de La Poma                                  | La Poma                                | Salta                                                 |
| Département de La Viña                                  | La Viña                                | Salta                                                 |
| Département de Lago Argentino                           | El Calafate                            | Santa Cruz                                            |
| Département de Lago Buenos Aires                        | Perito Moreno                          | Santa Cruz                                            |
| Département de Laishi                                   | Misión San Francisco de Laishi         | Formosa                                               |
| Département de Languiñeo                                | Tecka                                  | Chubut                                                |
| Lanús (partido)                                         | Lanús                                  | Buenos Aires                                          |
| Laprida (partido)                                       | Laprida                                | Buenos Aires                                          |
| Département de Las Colonias                             | Esperanza                              | Santa Fe                                              |
| Las Flores (partido)                                    | Las Flores                             | Buenos Aires                                          |
| Département de Las Heras                                | Las Heras                              | Mendoza                                               |
| Département de Lavalle (Corrientes)                     | Lavalle                                | Corrientes                                            |
| Département de Lavalle (Mendoza)                        | Villa Tulumaya                         | Mendoza                                               |
| Département de Leales                                   | Bella Vista                            | Tucumán                                               |
| Leandro N. Alem (partido)                               | Vedia                                  | Buenos Aires                                          |
| Département de Leandro N. Alem                          | Leandro N. Alem                        | Misiones                                              |
| Département de Ledesma                                  | Libertador General San Martín          | Jujuy                                                 |
| Département de Libertad                                 | Puerto Tirol                           | Chaco                                                 |
| Département de Libertador General San Martín (Chaco)    | General José de San Martín             | Chaco                                                 |
| Département de Libertador General San Martín (Misiones) | Puerto Rico                            | Misiones                                              |
| Département de Libertador General San Martín (San Luis) | San Martín                             | San Luis                                              |
| Département de Lihuel Calel                             | Cuchillo-Có                            | La Pampa                                              |
| Département de Limay Mahuida                            | Limay Mahuida                          | La Pampa                                              |
| Lincoln (partido)                                       | Lincoln                                | Buenos Aires                                          |
| Lobería (partido)                                       | Lobería                                | Buenos Aires                                          |
| Lobos (partido)                                         | Lobos                                  | Buenos Aires                                          |
| Lomas de Zamora (partido)                               | Lomas de Zamora                        | Buenos Aires                                          |
| Département de Loncopué                                 | Loncopué                               | Neuquén                                               |
| Département de Loreto                                   | Loreto                                 | Santiago del Estero                                   |
| Département de Los Andes                                | San Antonio de los Cobres              | Salta                                                 |
| Département de Los Lagos                                | Villa La Angostura                     | Neuquén                                               |
| Département de Loventué                                 | Victorica                              | La Pampa                                              |
| Luján (partido)                                         | Luján                                  | Buenos Aires                                          |
| Département de Luján de Cuyo                            | Luján de Cuyo                          | Mendoza                                               |
| Département de Lules                                    | Lules                                  | Tucumán                                               |
| Département de Magallanes                               | Puerto San Julián                      | Santa Cruz                                            |
| Magdalena (partido)                                     | Magdalena                              | Buenos Aires                                          |
| Maipú (partido)                                         | Maipú                                  | Buenos Aires                                          |
| Département de Maipú (Chaco)                            | Tres Isletas                           | Chaco                                                 |
| Département de Maipú (Mendoza)                          | Maipú                                  | Mendoza                                               |
| Département de Malargüe                                 | Malargüe                               | Mendoza                                               |
| Malvinas Argentinas (partido)                           | Los Polvorines                         | Buenos Aires                                          |
| Mar Chiquita (partido)                                  | Mar Chiquita                           | Buenos Aires                                          |
| Département de Maracó                                   | General Pico                           | La Pampa                                              |
| Marcos Paz (partido)                                    | Marcos Paz                             | Buenos Aires                                          |
| Département de Mártires                                 | Las Plumas                             | Chubut                                                |
| Département de Matacos                                  | Ingeniero Juárez                       | Formosa                                               |
| Département de Mayor Luis Jorge Fontana                 | Villa Ángela                           | Chaco                                                 |
| Département de Mburucuyá                                | Mburucuyá                              | Corrientes                                            |
| Mercedes (partido)                                      | Mercedes                               | Buenos Aires                                          |
| Département de Mercedes                                 | Mercedes                               | Corrientes                                            |
| Merlo (partido)                                         | Merlo                                  | Buenos Aires                                          |
| Département de Metán                                    | San José de Metán                      | Salta                                                 |
| Département de Minas (Córdoba)                          | San Carlos Minas                       | Córdoba                                               |
| Département de Minas (Neuquén)                          | Andacollo                              | Neuquén                                               |
| Département de Mitre                                    | Villa Unión                            | Santiago del Estero                                   |
| Département de Molinos                                  | Molinos                                | Salta                                                 |
| Monte (partido)                                         | San Miguel del Monte                   | Buenos Aires                                          |
| Département de Monte Caseros                            | Monte Caseros                          | Corrientes                                            |
| Département de Monteros                                 | Monteros                               | Tucumán                                               |
| Monte Hermoso (partido)                                 | Monte Hermoso                          | Buenos Aires                                          |
| Moreno (partido)                                        | Moreno                                 | Buenos Aires                                          |
| Département de Moreno                                   | Quimilí                                | Santiago del Estero                                   |
| Morón (partido)                                         | Morón                                  | Buenos Aires                                          |
| Navarro (partido)                                       | Navarro                                | Buenos Aires                                          |
| Necochea (partido)                                      | Necochea                               | Buenos Aires                                          |
| Département de Nogoyá                                   | Nogoyá                                 | Entre Ríos                                            |
| Nueve de Julio (partido)                                | Nueve de Julio                         | Buenos Aires                                          |
| Département de Nueve de Julio (Chaco)                   | Las Breñas                             | Chaco                                                 |
| Département de Nueve de Julio (Río Negro)               | Sierra Colorada                        | Río Negro                                             |
| Département de Nueve de Julio (San Juan)                | Villa Nueve de Julio                   | San Juan                                              |
| Département de Nueve de Julio (Santa Fe)                | Tostado                                | Santa Fe                                              |
| Département de Ñorquín                                  | El Huecú                               | Neuquén                                               |
| Département de Ñorquincó                                | Ñorquincó                              | Río Negro                                             |
| Département d'Oberá                                     | Oberá                                  | Misiones                                              |
| Département de O'Higgins                                | San Bernardo                           | Chaco                                                 |
| Département d'Ojo de Agua                               | Villa Ojo de Agua                      | Santiago del Estero                                   |
| Olavarría (partido)                                     | Olavarría                              | Buenos Aires                                          |
| Département d'Orán                                      | San Ramón de la Nueva Orán             | Salta                                                 |
| Département de Paclín                                   | La Merced                              | Catamarca                                             |
| Département de Palpalá                                  | Palpalá                                | Jujuy                                                 |
| Département de Paraná                                   | Paraná                                 | Entre Ríos                                            |
| Département de Paso de Indios                           | Paso de Indios                         | Chubut                                                |
| Département de Paso de los Libres                       | Paso de los Libres                     | Corrientes                                            |
| Patagones (partido)                                     | Carmen de Patagones                    | Buenos Aires                                          |
| Département de Patiño                                   | Comandante Fontana                     | Formosa                                               |
| Pehuajó (partido)                                       | Pehuajó                                | Buenos Aires                                          |
| Département de Pehuenches                               | Rincón de los Sauces                   | Neuquén                                               |
| Pellegrini (partido)                                    | Pellegrini                             | Buenos Aires                                          |
| Département de Pellegrini                               | Nueva Esperanza                        | Santiago del Estero                                   |
| Département de Pichi Mahuida                            | Río Colorado                           | Río Negro                                             |
| Département de Picún Leufú                              | Picún Leufú                            | Neuquén                                               |
| Département de Picunches                                | Las Lajas                              | Neuquén                                               |
| Pila (partido)                                          | Pila                                   | Buenos Aires                                          |
| Département de Pilagás                                  | El Espinillo                           | Formosa                                               |
| Pilar (partido)                                         | Pilar                                  | Buenos Aires                                          |
| Département de Pilcaniyeu                               | Pilcaniyeu                             | Río Negro                                             |
| Département de Pilcomayo                                | Clorinda                               | Formosa                                               |
| Pinamar (partido)                                       | Pinamar                                | Buenos Aires                                          |
| Département de Pirané                                   | Pirané                                 | Formosa                                               |
| Département de Pocho                                    | Salsacate                              | Córdoba                                               |
| Département de Pocito                                   | Villa Aberastain                       | San Juan                                              |
| Département de Pomán                                    | Saujil                                 | Catamarca                                             |
| Département de Presidencia de la Plaza                  | Presidencia de la Plaza                | Chaco                                                 |
| Presidente Perón (partido)                              | Guernica                               | Entre Ríos                                            |
| Département de Presidente Roque Saénz Peña              | Laboulaye                              | Córdoba                                               |
| Département de Primero de Mayo                          | Margarita Belén                        | Chaco                                                 |
| Puan (partido)                                          | Puan                                   | Buenos Aires                                          |
| Département de Puelén                                   | Veinticinco de Mayo                    | La Pampa                                              |
| Département de Punilla                                  | Cosquín                                | Córdoba                                               |
| Punta Indio (partido)                                   | Verónica                               | Buenos Aires                                          |
| Département de Quebrachos                               | Sumampa                                | Santiago del Estero                                   |
| Département de Quemú Quemú                              | Quemú Quemú                            | La Pampa                                              |
| Quilmes (partido)                                       | Quilmes                                | Buenos Aires                                          |
| Département de Quitilipi                                | Quitilipi                              | Chaco                                                 |
| Ramallo (partido)                                       | Ramallo                                | Buenos Aires                                          |
| Département de Ramón Lista                              | General Mosconi                        | Formosa                                               |
| Département de Rancul                                   | Parera                                 | La Pampa                                              |
| Rauch (partido)                                         | Rauch                                  | Buenos Aires                                          |
| Département de Rawson (Chubut)                          | Rawson                                 | Chubut                                                |
| Département de Rawson (San Juan)                        | Rawson                                 | San Juan                                              |
| Département de Realicó                                  | Realicó                                | La Pampa                                              |
| Département de Rinconada                                | Rinconada                              | Jujuy                                                 |
| Département de Río Chico (Santa Cruz)                   | Gobernador Gregores                    | Santa Cruz                                            |
| Département de Río Chico (Tucumán)                      | Aguilares                              | Tucumán                                               |
| Département de Río Cuarto                               | Río Cuarto                             | Córdoba                                               |
| Département de Río Grande                               | Río Grande                             | Terre de Feu, Antarctique et Îles de l'Atlantique Sud |
| Département de Río Hondo                                | Termas de Río Hondo                    | Santiago del Estero                                   |
| Département de Río Primero                              | Santa Rosa de Río Primero              | Córdoba                                               |
| Département de Río Seco                                 | Villa de María                         | Córdoba                                               |
| Département de Río Segundo                              | Villa del Rosario                      | Córdoba                                               |
| Département de Río Senguer                              | Alto Río Senguer                       | Chubut                                                |
| Rivadavia (partido)                                     | América                                | Buenos Aires                                          |
| Département de Rivadavia (Mendoza)                      | Rivadavia                              | Mendoza                                               |
| Département de Rivadavia (Salta)                        | Rivadavia                              | Salta                                                 |
| Département de Rivadavia (San Juan)                     | Rivadavia                              | San Juan                                              |
| Département de Rivadavia (Santiago del Estero)          | Selva                                  | Santiago del Estero                                   |
| Département de Robles                                   | Fernández                              | Santiago del Estero                                   |
| Rojas (partido)                                         | Rojas                                  | Buenos Aires                                          |
| Roque Pérez (partido)                                   | Roque Pérez                            | Buenos Aires                                          |
| Département de Rosario                                  | Rosario                                | Santa Fe                                              |
| Département de Rosario de la Frontera                   | Rosario de la Frontera                 | Salta                                                 |
| Département de Rosario de Lerma                         | Rosario de Lerma                       | Salta                                                 |
| Département de Rosario Vera Peñaloza                    | Chepes                                 | La Rioja                                              |
| Saavedra (partido)                                      | Pigüé                                  | Buenos Aires                                          |
| Département de Saladas                                  | Saladas                                | Corrientes                                            |
| Saladillo (partido)                                     | Saladillo                              | Buenos Aires                                          |
| Département de Salavina                                 | Los Telares                            | Santiago del Estero                                   |
| Salliqueló (partido)                                    | Salliqueló                             | Buenos Aires                                          |
| Salto (partido)                                         | Salto                                  | Buenos Aires                                          |
| Département de San Alberto                              | Villa Cura Brochero                    | Córdoba                                               |
| San Andres de Giles (partido)                           | San Andrés de Giles                    | Buenos Aires                                          |
| Département de San Antonio (Jujuy)                      | San Antonio                            | Jujuy                                                 |
| Département de San Antonio (Río Negro)                  | San Antonio Oeste                      | Río Negro                                             |
| San Antonio de Areco (partido)                          | San Antonio de Areco                   | Buenos Aires                                          |
| Département de San Blas de los Sauces                   | San Blas                               | La Rioja                                              |
| Département de San Carlos (Salta)                       | San Carlos                             | Salta                                                 |
| San Cayetano (partido)                                  | San Cayetano                           | Buenos Aires                                          |
| Département de San Cosme                                | San Cosme                              | Corrientes                                            |
| Département de San Cristóbal                            | San Cristóbal                          | Santa Fe                                              |
| San Fernando (partido)                                  | San Fernando                           | Buenos Aires                                          |
| Département de San Fernando                             | Resistencia                            | Chaco                                                 |
| Département de San Ignacio                              | San Ignacio                            | Misiones                                              |
| San Isidro (partido)                                    | San Isidro                             | Buenos Aires                                          |
| Département de San Javier (Córdoba)                     | Villa Dolores                          | Córdoba                                               |
| Département de San Javier (Misiones)                    | San Javier                             | Misiones                                              |
| Département de San Javier (Santa Fe)                    | San Javier                             | Santa Fe                                              |
| Département de San Jerónimo                             | Coronda                                | Santa Fe                                              |
| Département de San Justo (Córdoba)                      | San Francisco                          | Córdoba                                               |
| Département de San Justo (Santa Fe)                     | San Justo                              | Santa Fe                                              |
| Département de San Lorenzo (Chaco)                      | Villa Berthet                          | Chaco                                                 |
| Département de San Lorenzo (Santa Fe)                   | San Lorenzo                            | Santa Fe                                              |
| Département de San Luis del Palmar                      | San Luis del Palmar                    | Corrientes                                            |
| Département de San Martín (Corrientes)                  | La Cruz                                | Corrientes                                            |
| Département de San Martín (San Juan)                    | San Isidro                             | San Juan                                              |
| Département de San Martín (Santa Fe)                    | Sastre                                 | Santa Fe                                              |
| Département de San Martín (Santiago del Estero)         | Brea Pozo                              | Santiago del Estero                                   |
| San Miguel (partido)                                    | San Miguel                             | Buenos Aires                                          |
| Département de San Miguel                               | San Miguel                             | Corrientes                                            |
| San Nicolás de los Arroyos (partido)                    | San Nicolás de los Arroyos             | Buenos Aires                                          |
| San Pedro (partido)                                     | San Pedro                              | Buenos Aires                                          |
| Département de San Pedro (Jujuy)                        | San Pedro de Jujuy                     | Jujuy                                                 |
| Département de San Pedro (Misiones)                     | San Pedro                              | Misiones                                              |
| Département de San Rafael                               | San Rafael                             | Mendoza                                               |
| Département de San Roque                                | San Roque                              | Corrientes                                            |
| Département de San Salvador                             | San Salvador                           | Entre Ríos                                            |
| San Vicente (partido)                                   | San Vicente                            | Buenos Aires                                          |
| Département de Sanagasta                                | Villa Sanagasta                        | La Rioja                                              |
| Département de Santa Bárbara                            | Santa Clara                            | Jujuy                                                 |
| Département de Santa Catalina                           | Santa Catalina                         | Jujuy                                                 |
| Département de Santa Lucía                              | Santa Lucía                            | San Juan                                              |
| Département de Santa María (Catamarca)                  | Santa María                            | Catamarca                                             |
| Département de Santa María (Córdoba)                    | Alta Gracia                            | Córdoba                                               |
| Département de Santa Rosa (Catamarca)                   | Bañado de Ovanta                       | Catamarca                                             |
| Département de Santa Rosa (Mendoza)                     | Santa Rosa                             | Mendoza                                               |
| Département de Santa Victoria                           | Santa Victoria Oeste                   | Salta                                                 |
| Département de Santo Tomé                               | Santo Tomé                             | Corrientes                                            |
| Département de Sargento Cabral                          | Colonia Elisa                          | Chaco                                                 |
| Département de Sarmiento (Chubut)                       | Sarmiento                              | Chubut                                                |
| Département de Sarmiento (San Juan)                     | Villa Media Agua                       | San Juan                                              |
| Département de Sarmiento (Santiago del Estero)          | Garza                                  | Santiago del Estero                                   |
| Département de Sauce                                    | Sauce                                  | Corrientes                                            |
| Département de Silípica                                 | Árraga                                 | Santiago del Estero                                   |
| Département de Simoca                                   | Simoca                                 | Tucumán                                               |
| Département de Sobremonte                               | San Francisco del Chañar               | Córdoba                                               |
| Suipacha (partido)                                      | Suipacha                               | Buenos Aires                                          |
| Département de Susques                                  | Susques                                | Jujuy                                                 |
| Département de Tafí del Valle                           | Tafí del Valle                         | Tucumán                                               |
| Département de Tafí Viejo                               | Tafí Viejo                             | Tucumán                                               |
| Département de Tala                                     | Rosario del Tala                       | Entre Ríos                                            |
| Tandil (partido)                                        | Tandil                                 | Buenos Aires                                          |
| Département de Tapenagá                                 | Charadai                               | Chaco                                                 |
| Département de Tehuelches                               | José de San Martín                     | Chubut                                                |
| Département de Telsen                                   | Telsen                                 | Chubut                                                |
| Département de Tercero Arriba                           | Oliva                                  | Córdoba                                               |
| Tigre (partido)                                         | Tigre                                  | Buenos Aires                                          |
| Département de Tilcara                                  | Tilcara                                | Jujuy                                                 |
| Département de Tinogasta                                | Tinogasta                              | Catamarca                                             |
| Département de Toay                                     | Toay                                   | La Pampa                                              |
| Tordillo (partido)                                      | General Conesa                         | Buenos Aires                                          |
| Tornquist (partido)                                     | Tornquist                              | Buenos Aires                                          |
| Département de Totoral                                  | Villa del Totoral                      | Córdoba                                               |
| Département de Trancas                                  | Trancas                                | Tucumán                                               |
| Département de Trenel                                   | Trenel                                 | La Pampa                                              |
| Trenque Lauquen (partido)                               | Trenque Lauquen                        | Buenos Aires                                          |
| Tres Arroyos (partido)                                  | Tres Arroyos                           | Buenos Aires                                          |
| Tres de Febrero (partido)                               | Caseros                                | Buenos Aires                                          |
| Tres Lomas (partido)                                    | Tres Lomas                             | Buenos Aires                                          |
| Département de Tulumba                                  | Villa Tulumba                          | Córdoba                                               |
| Département de Tumbaya                                  | Tumbaya                                | Jujuy                                                 |
| Département de Tunuyán                                  | Tunuyán                                | Mendoza                                               |
| Département de Tupungato                                | Tupungato                              | Mendoza                                               |
| Département d'Ullum                                     | Villa Ibáñez                           | San Juan                                              |
| Département d'Unión                                     | Bell Ville                             | Córdoba                                               |
| Département d'Uruguay                                   | Concepción del Uruguay                 | Entre Ríos                                            |
| Département d'Ushuaïa                                   | Ushuaïa                                | Terre de Feu, Antarctique et Îles de l'Atlantique Sud |
| Département d'Utracán                                   | General Acha                           | La Pampa                                              |
| Département de Valcheta                                 | Valcheta                               | Río Negro                                             |
| Département de Valle Fértil                             | Villa San Agustín                      | San Juan                                              |
| Département de Valle Grande                             | Valle Grande                           | Jujuy                                                 |
| Département de Valle Viejo                              | San Isidro                             | Catamarca                                             |
| Veinticinco de Mayo (partido)                           | Veinticinco de Mayo                    | Buenos Aires                                          |
| Département de Veinticinco de Mayo (Chaco)              | Machagai                               | Chaco                                                 |
| Département de Veinticinco de Mayo (Misiones)           | Veinticinco de Mayo                    | Misiones                                              |
| Département de Veinticinco de Mayo (Río Negro)          | Maquinchao                             | Río Negro                                             |
| Département de Veinticinco de Mayo (San Juan)           | Villa Santa Rosa                       | San Juan                                              |
| Département de Vera                                     | Vera                                   | Santa Fe                                              |
| Vicente López (partido)                                 | Olivos                                 | Buenos Aires                                          |
| Département de Victoria                                 | Victoria                               | Entre Ríos                                            |
| Villa Gesell (partido)                                  | Villa Gesell                           | Buenos Aires                                          |
| Département de Villaguay                                | Villaguay                              | Entre Ríos                                            |
| Villarino (partido)                                     | Médanos                                | Buenos Aires                                          |
| Département de Vinchina                                 | Villa San José de Vinchina             | La Rioja                                              |
| Département de Yavi                                     | La Quiaca                              | Jujuy                                                 |
| Département de Yerba Buena                              | Yerba Buena                            | Tucumán                                               |
| Département de Zapala                                   | Zapala                                 | Neuquén                                               |
| Zárate (partido)                                        | Zárate                                 | Buenos Aires                                          |
| Département de Zonda                                    | Villa Basilio Nievas                   | San Juan                                              |